# ミッション・トゥ・マーズ
『ミッション・トゥ・マーズ』（原題: Mission to Mars）は、2000年公開のアメリカ合衆国のSF映画。
かつて火星にいた知的生命体の痕跡と人類の遭遇を描いた作品。

## あらすじ
西暦2020年6月、テキサス州で第一次火星探査計画のクルーたちの送別会が行われていた。クルーに選ばれたのはルークを含む4人の科学者たち。本来、大変優秀なジムもその中に選ばれていたはずだったが、ジムは選出直前に、同僚である妻（そして彼女はもっとも火星に行く事を熱望していた）マギーを病気で失うという不幸に見舞われて精神的に不安定となり参加意欲を一時的に失い、自らクルー就任を辞退して地球周回軌道上の宇宙ステーションでルークたちのバックアップを務める事になった。
ジムやマギーとも親しかったルークはその事を気にかけつつも火星に向かった。
13ヶ月後、火星で地質調査を続けていたルークたちは、シドニア地区の岩山の頂上付近に巨大なピラミッド状の物体を発見した。氷ではないかと推察した彼らは現地に赴いて調査を開始、レーダー波を照射したが、その途端に巨大な竜巻が発生した。竜巻は意思を持っている様な動きでクルーたちに襲い掛かり、ルーク以外の3人は死亡、ルークも宇宙ステーションに最後の報告を通信した後、生死不明となった。
この緊急事態の報告に対し、バックアップの宇宙ステーションにいる探査計画チーフのレイは第二次火星探査計画として予定されていた宇宙船を救出隊（マーズ・リカバリー）として送る事を決定、ウッディを隊長（船長）に、ウッディの妻でもある科学者テリー、そして電子技術の専門家であるフィル、さらにウッディの強い要望によりジムが副操縦士に決定した。この4人がレスキューミッションとしてルークを救い出し、原因究明の探索をすることとなる。ただし、緊急事態であっても火星は遠い星である。
計画開始後約半年、ようやくマーズ・リカバリー号は火星軌道上に到着したが、粉じんの衝突により燃料事故が発生し、宇宙船の一部が破壊、機能を完全に修復不可能なほど停止してしまった。彼らは船を捨て、火星軌道上を周回しているリモ（補給モジュール）を代用して火星へ降下する事を試みたが、その過程で船長のウッディが死亡する。
副操縦士のジムたちは、かろうじて3人で火星に着陸し、そこで軽度の酸素欠乏症に陥りながらもなんとか生存していたルークと再会を果たす。ルークは竜巻の遭遇以後も自力で調査を続行し、岩山に突出していた物体が、実は地球外知的生命体の作り上げた巨大な顔型の構造物の一部であり、今は堆積していた砂が消え去って顔全体を露出している事、さらに、その構造物から発信している謎の信号がDNAのモデルである事を突き止めていた。
ジムはそのDNAモデルから染色体の情報の一部が欠落している事に着目し、それがテストかもしれない事に気がついた。足りない情報を追加してその信号を構造物に発信し試してみると、構造物の一部に出入り口が開く。宇宙船の修理を担当するフィルを除く3人でその出入り口から構造物に侵入し、そこである事態に遭遇する。

## キャスト
※括弧内は日本語吹替
- ジム・マッコーネル - ゲイリー・シニーズ（鈴置洋孝）
- ルーク・グラハム - ドン・チードル（中尾隆聖）
- テリー・フィッシャー - コニー・ニールセン（塩田朋子）
- フィル・オールマイヤー - ジェリー・オコンネル（中村大樹）
- マギー・マッコーネル - キム・デラニー（田中敦子)
- ウッディ・ブレイク - ティム・ロビンス（谷口節）
- セルゲイ・キーロフ - ピーター・アウターブリッジ（田中正彦）
- ニコラス・ウィリス - カヴァン・スミス（井上和彦）
- レイミー（レイ）・ベック - アーミン・ミューラー＝スタール（坂口芳貞）※クレジットなし

## 特記事項
- 火星に到着する直前でのウッディとテリーのダンスシーンで使用されているBGMは、ヴァン・ヘイレンのセカンドアルバム『伝説の爆撃機』の2曲目に収録されている「踊り明かそう」（Dance the Night Away）。